# Demavendia
Demavendia là chi thực vật có hoa trong họ Apiaceae.